# 8,8 cm Flak 18/36/37/41
A 8,8 cm-es Flak 18/36/37/41 egy német 8,8 cm-es légvédelmi és páncéltörő löveg, amelyet az 1930-as években fejlesztettek ki. Németország széles körben alkalmazta a második világháború alatt, és a konfliktus egyik legismertebb német fegyvere volt. Az eredeti modell mellett, sokféle változata is készült.
A légvédelmi egységeket rendszerint Kommandogerät 40 típusú, analóg lőelemképző számítógéppel ellátott légvédelmi tűzvezető rendszerrel, vagy mobil Würzburg radarral szerelték fel, amelyek a repülőgépek szembeni nagyobb pontosságért voltak felelősek. Páncéltörő feladatkörben is sikeresen használták, ez  vezetett később a 8,8 cm KwK 36 harckocsiágyú kifejlesztéséhez. Ez a fegyver szolgált a Tiger fő fegyverzetéül. Ezeken a Krupp terveken kívül a Rheinmetall később egy erősebb légvédelmi ágyút készített, a 8,8 cm-es Flak 41-et, amelyet viszonylag kis számban gyártottak.  A Krupp válaszolt a hosszú csővel ellátott 8,8 cm-es ágyú másik prototípusával, amelyet az Elefant és a Jagdpanther páncélvadászokban és a Tiger II nehéz harckocsiban használtak.

## Fejlesztés
Az első világháború légvédelmi fegyverei kezdetben a meglévő fegyverek adaptációi voltak, amelyeket magasabb szögben is tudtak felfelé lőni. 1915-re a német vezérkar rájött, hogy ezek az elrettentésen kívül semmire sem jók. A repülőgépek teljesítményének növekedésével sok hadsereg légvédelmi fegyvereket kezdett fejleszteni, lehetővé téve a lövedékek nagyobb magasság elérését. Ez a sebessége, egy nagy tömegű lövedékkel kombinálva tette a 8,8 cm-es Flakot a pilóták rémévé. Az első ilyen német ágyút 1917-ben vezették be a Császári Haditengerészetben. A háború elvesztése után a versailles-i békeszerződés értelmében a Német Birodalomnak megtiltották az új típusú fegyverek beszerzését. Ennek ellenére a Krupp vállalat egy új ágyú kifejlesztését kezdte meg a svéd Boforsszal együtt. Az eredeti terv egy 7,5 cm-es modell volt. A fegyver prototípus szakaszában, a hadsereg lényegesen nagyobb teljesítményű fegyvert kért. A tervezők 8,8 cm-es kaliberrel kezdték újra. A 88-as prototípust 1928-ban kezdték el gyártani. Ez a korai modell, a Flak 18, 56-os kaliberű egy darabból készített csövet alkalmazott, ezért Bofors L/56 típusként vált ismertté.

## Változatok
- 8,8 cm Flak 18: 1933-ban kezdték gyártani, és a Sonderanhänger 201 utánfutót használta. Súlya hét tonna volt. Tűzsebessége 15-20 lövedék/perc volt. Körülbelül 50 fegyvert módosítottak.

- 8,8 cm Flak 36: 1936–ban állították szolgálatba. Az újratervezett Sonderanhänger 202 utánfutót használta, amely lehetővé tette a gyorsabb vontatást. Súlya hét tonna volt. Tűzsebessége 15-20 lövedék/perc volt. A Krupp gyártotta. Később egy pajzzsal volt felszerelve, hogy megvédje a személyzetet.

- 8.8 cm KwK 36: A PzKw VI Ausf fő fegyvere. A Flak 36 frissített változata volt, a fő különbség az Übertragungser 37 rendszert használta.

- 8,8 cm Flak 41: a Rheinmetall-Borsig fejlesztette ki és gyártotta. A szokásos Sonderanhänger 202-hez illesztették, és 1943-ban lépett szolgálatba.

- 8,8 cm Flak 37/41: lehetővé tette a Flak 18/36/37 család számára, hogy a Flak 41 erősebb lövedékét használja. Ebből a verzióból csak 13 épült.